# Abraham Flexner
Abraham Flexner (13 de novembro de 1866 – 21 de setembro de 1959) foi um educador estadunidense.

## Obras
- 1910. Medical Education in the United States and Canada.
- 1910. Medical Education in the United States and Canada (at Google Books).
- 1912. Medical education in Europe; a report to the Carnegie foundation for the advancement of teaching.
- 1916. A Modern School.
- 1918 (with F.B. Bachman). The Gary Schools.
- 1927 "Do Americans Really Value Education?" The Inglis Lecture 1927(Harvard University Press)
- 1928. The Burden of Humanism. The Taylorian Lecture at Oxford University.
- 1930. Universities: American, English, German.
- 1940. I Remember: The Autobiography of Abraham Flexner. Simon and Schuster. Fulltext on Questia.
- 1943. A biography of H.S. Pritchett.